# Le P'tit Crème
Le P'tit Crème est un groupe de musique français, originaire d'Orléans, dans le Loiret. Il est formé en 1992 et interprète de la chanson française, notamment sur des textes des poètes loirétains Gaston Couté et François Béranger.

## Biographie
Le groupe est formé en 1992 autour d’une soirée consacré au poète Gaston Couté à Orléans,, dans le Loiret, grâce à Bernard Gainier et Claude Antonini, rencontrés au cours des concerts de Rachel et le P'tit Crème. Le premier album, À l'auberge de la route, sort en 1997, après une première version confidentielle diffusée sur K7 et plusieurs concerts. Le groupe enregistre au studio MFA avec l’aide de Thierry Lestien. Estelle Boué est accordéoniste et Dominique Moreau percussionniste.
Le deuxième album, Les Électeurs, sort en 2002. Michel Monié et Cédric Vingerder ont rejoint le groupe. Bernard Gainier les accompagne souvent sur scène. Dès 2003, Le P'tit Crème propose un spectacle de reprise de François Béranger. Le troisième album, Sur le pressoir, sort en 2007. Pour cet album, la technique est confiée à Terence Briand, qui a déjà sonorisé le groupe en première partie des Blérots de R.A.V.E.L. En 2008, Le P'tit Crème se retrouve sur une compilation d’EPM consacrés à Gaston Couté aux côtés d’Édith Piaf, de Pierrot Noir, de Monique Morelli et de Claude Antonini.
En 2010, ils sortent leur album Nos vingt ans, fêtant, comme le titre l'indique, les vingt années d'existence du groupe. Le 1er août 2011, le groupe perd son bassiste, François Gerbel. Le vendredi 8 décembre 2017, le groupe célèbre ses 25 ans à la salle du Théâtre de la Tête Noire. Le vendredi 11 août 2017, ils chantent lors d'une soirée chanson-poésie-cinéma organisée par le Foyer rural Les Aiglons et l'association Autour de la terre autour des textes de Gaston Couté et de Bernard Dimey à Marac.

## Style musical
Le P'tit Crème interprète de la chanson française. Ils reprennent des textes de poètes du Loiret comme Gaston Couté donnant un coup de jeunesse à des textes « écrits avec justesse, impertinence et passion par ce poète qui a vécu entre la Commune et la Première Guerre mondiale.

## Discographie

### Albums studio
- 1999 : À l'auberge de la route
- 2002 : Les Électeurs (avec Bernard Gainier)
- 2007 : Sur le pressoir (avec Bernard Gainier)
- 2010 : Nos vingt ans

### Participations
- 2005 : La Cuvée du cigalier (participation au CD de Claude Antonini avec Bernard Gainier)
- 2008 : Gaston Couté volume 2 (compilation avec Édith Piaf, Pierrot Noir, Monique Morelli, Claude Antonini) (édition EPM)
- 2010 : Paroles de bureau de Bernard Gainier (production du CD avec Jean Foulon et Michel Monié qui y assurent les intermèdes musicaux)

## Membres
- Jean Foulon — guitare, chant. Il commence la guitare avec les chansons de Leonard Cohen et Bob Dylan. Très vite il se perfectionne dans le style picking (influencé par Marcel Dadi, Stephan Grossman, Doc Watson…). Ce qui ne l’empêche pas de chanter en français notamment les chansons de François Béranger et de reprendre très rapidement les textes de Gaston Couté mis en musique par Gérard Pierron qu'il découvre dans le réseau des Maisons de Jeunes et de la Culture.
- François Gerbel — basse, voix. Il a commencé par faire du bal en tant que bassiste, a intégré le groupe Musique Fusion Aide en tant que percussionniste puis se remet rapidement aux quatre cordes (en complicité avec Alain Vallarsa). Il est décédé le 1er août 2011.
- Bruno Méranger — guitare, mandoline. Fortement influencé par le jazz (il a participé à l’Académie de jazz d’Orléans) il a aussi beaucoup joué dans des groupes de rock. Il est venu à la mandoline pour étendre la couleur musicale du Petit Crème, mais il se refuse d’en jouer de façon traditionnelle.
- Cédric Vingerder — percussions, voix. Le benjamin du groupe a été marqué par les musiques écoutées par ses grands frères (les vinyles des années 1970 : Béranger, Patti Smith, Crosby & co…). Il fait ses classes à l’École Agostini d’Orléans puis a intégré Musique Fusion Aide après plusieurs expériences dans des groupes orléanais. Ses influences sont marquées par la musique africaine et brésilienne.
- Michel Monié — accordéon. Ancien élève d’Arnaud Méthivier, sa première expérience en groupe est lié au Petit Crème. Il est Landais et est arrivé à la musique par les échasses (il a participé à des groupes de folklore). Il commence l’accordéon par hasard, c’était un cadeau de famille. Le musette a été sa première école mais il se passionne pour un accordéon plus moderne intégré à des musiques vivantes et la chanson française.
- Bernard Gainier — voix.
- Yves Tréflez — son sur scène, depuis la sortie de l'album Les Électeurs.